# Betek (Madiun)
Betek is een bestuurslaag in het regentschap Madiun van de provincie Oost-Java, Indonesië. Betek telt 1726 inwoners (volkstelling 2010).